# Odwa Ndungane
Pour les articles homonymes, voir Ndungane.

a Compétitions nationales et continentales officielles uniquement.

b Matchs officiels uniquement.
Dernière mise à jour le 22 juillet 2018.
Odwa Mzuzo Ndungane, né le 20 février 1981 à Umtata, est un joueur de rugby à XV sud-africain qui joue avec les Sharks dans le Super Rugby entre 2005 et 2017. Il évolue au poste d'ailier. Son frère jumeau, Akona, est lui aussi joueur de rugby à XV professionnel.

## Biographie
En juin 2007, il remporte la Coupe des nations avec les Emerging Springboks, réserve de l'équipe nationale sud-africaine.

## Carrière

### En club
- Blue Bulls
- 2005-2017 : Sharks en Super Rugby, et Natal Sharks en Currie Cup

En 2006, il joue dans le Super 14 avec les Sharks. Odwa Ndungane a disputé 6 matchs dans le Super 12 en 2005.

### En équipe nationale
Il joue avec l'équipe d'Afrique du Sud des moins de 21 ans (2001-02) et l’équipe A d'Afrique du Sud (2004). 
Il obtient sa première sélection le 21 juin 2008 contre l'Italie. Le 23 août 2011, il est retenu par Peter de Villiers dans la liste des trente joueurs qui disputent la coupe du monde de rugby à XV 2011.

## Statistiques en équipe nationale
- 9 sélections
- 10 points (2 essais)
- Sélections par année : 3 en 2008, 1 en 2009, 1 en 2010, 1 en 2011